# Auberge De Kieviet
Auberge de Kieviet was een hotel-restaurant in Wassenaar in de Nederlandse provincie Zuid-Holland. De Kieviet begon in 1917 als theetuin in Park De Kieviet, een nieuw aangelegde groene wijk buiten de stad Den Haag. Vanaf de jaren 1960 had De Kieviet bekendheid als Michelin sterrenrestaurant.
In 1986 werd het restaurant overgenomen door de eigenaar van het restaurant dat toentertijd in molen De Dikkert was gevestigd. Deze ging in 1992 failliet, waarna De Kieviet bij de eigenaar van het landgoed Vreugd en Rust terechtkwam. In 2006 nam Fletcher Hotels De Kieviet van hem over. Dat bedrijf staakte in 2020 de exploitatie van de Auberge, het hotel-restaurant werd gesloten.

## Michelinster(ren)
Van 1961-1991 had De Kieviet bijna onafgebroken een Michelinster. In 1971 kreeg De Kieviet er een tweede ster bij. Na twee jaar ging de tweede ster weer verloren, en in 1974 verloor het restaurant ook de laatste ster. In 1976 werd deze echter weer terugverdiend. De Michelinster bleef tot 1992 behouden, met een kleine onderbreking in 1986.